# Kór nemzetség
A Kór nemzetség a hat, illetve más adatok szerint hét kun nemzetség egyike volt.
A 13-14. században a kunok társadalma nemzetségi társadalom volt, melyek közül az 1279. évi kun törvény hét nemzetséget említ, de e hét nemzetségből az írásos dokumentumokban csak hatnak maradt fenn a neve. Így 1266: Borchol (Borcsol); 1315: Koor (Kór); 1328: Olaas (Olás); 1343: Ilunchuck (Iloncsuk); 1347: Chertan (Csertán); 1371: Kuncheg (Köncsög) nemzetség neve volt említve.

## Története

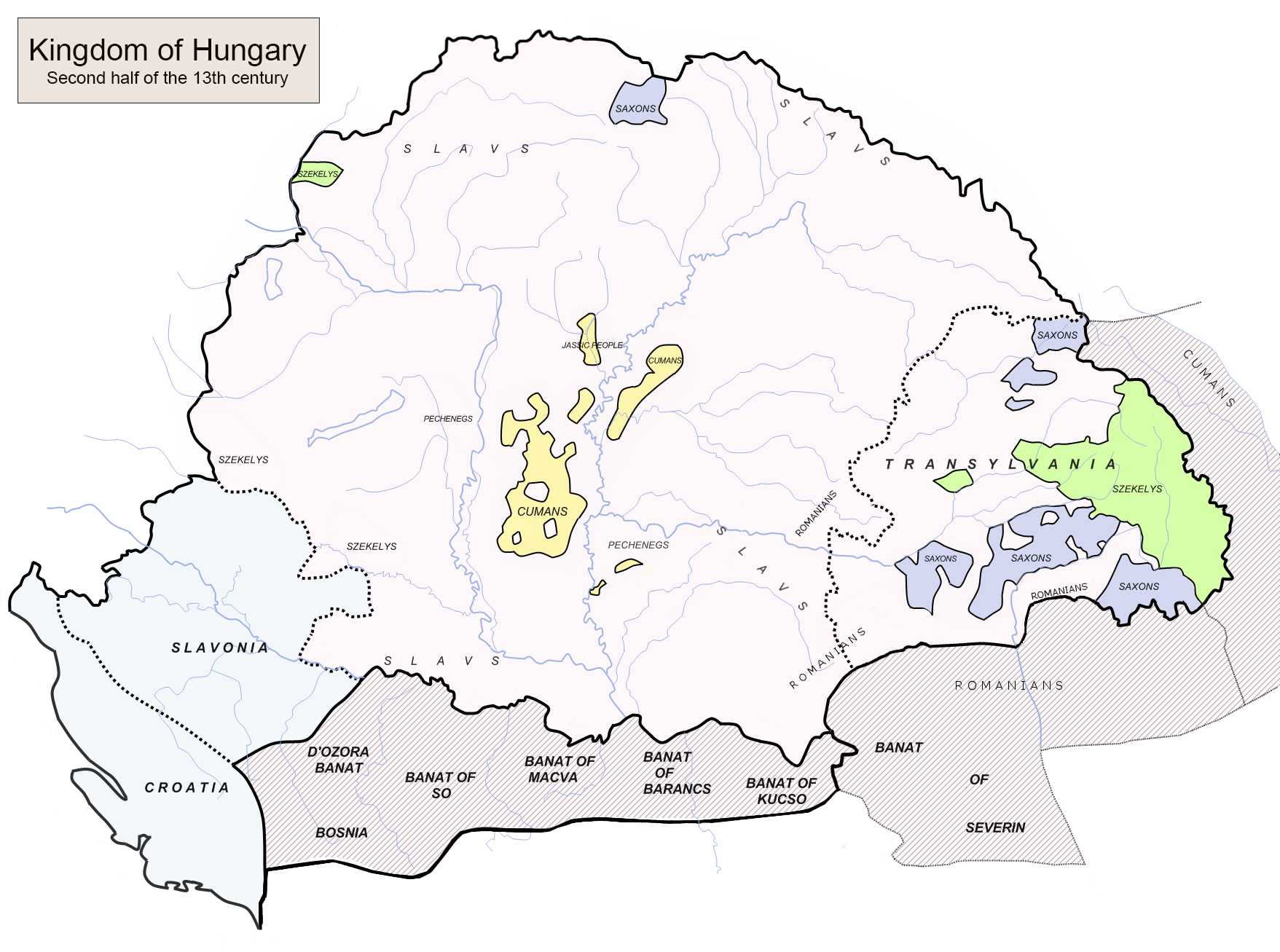
A kunok Magyarországon

A kunok nemzetségei közül a Kór, Koor, vagy Kól nemzetség nevét 1315-ben Kool, 1348, 1350, 1368: Koor néven említették az oklevelekben. A Kór, Koor, qoyur név magyar jelentése kevés, csekély. A nemzetség tagjai a fennmaradt adatok alapján valahol a Marostól délre, a Harangod (Aranka) mentén telepedtek le, Csanád vármegye területén.
A Kór nemzetség területén kialakult Szentelt-szék–ről 1424-ből maradt fenn adat.